# Hole
Hole — американський альтернативний рок-гурт, сформований в Лос-Анджелесі в 1989 році. Фронтменом гурту є вокалістка, автор пісень та ритм-гітаристка Кортні Лав.

## Колишні учасники
- Кортні Лав — вокал, гітара (1989—2002,  2009 — 2012)
- Міко Ларкін — гітара (2009 — 2012)
- Шон Дейлі — бас-гітара, бек-вокал (2009 — 2012)
- Стю Фішер — ударні (2009 — 2011)
- Эрик Ерландсон — гітара (1989—2002)
- Мелісса Ауф дер Маур — бас, бек-вокал (1994—1999)
- Саманта Мелоні — ударні (1998—2000)
- Петті Шемел — ударні (1993—1998)
- Крістен Пфафф — бас-гітара, бек-вокал (1993—1994)
- Коді Лейн — ударні (1992—1993)
- Леслі Харді — бас-гітара (1992)
- Керолін Ру — ударні (1989—1992)
- Джілл Емері — бас-гітара (1991—1992)
- Майк Гісбрехт — гітара (1989)
- Ліза Робертс — бас-гітара (1989—1990)
- Скотт Ліппс — ударні (2011 — 2012)

## Дискографія

### Альбоми
- Pretty on the Inside (1991)
- Live Through This (1994)
- Celebrity Skin (1998)
- Nobody's Daughter (2010)

## Нагороди на номінації
Grammy Awards
| Рік  | Номіновано       | Нагорода                                      | Результат |
| ---- | ---------------- | --------------------------------------------- | --------- |
| 1999 | Celebrity Skin   | Найкращий рок-альбом                          | Номінація |
| 1999 | "Celebrity Skin" | Найкраща рок-пісня                            | Номінація |
| 1999 | "Celebrity Skin" | Best Rock Vocal Performance by a Duo or Group | Номінація |
| 2000 | "Malibu"         | Best Rock Vocal Performance by a Duo or Group | Номінація |

MTV Video Music Awards
| Рік  | Номіновано   | Нагорода                       | Результат |
| ---- | ------------ | ------------------------------ | --------- |
| 1995 | "Doll Parts" | Best Alternative Video         | Номінація |
| 1999 | "Malibu"     | Best Cinematography in a Video | Номінація |